# Зігмунд Будцин
Зігмунд Будцин (нім. Sigmund Budzyn; 1 січня 1916, Дуйсбург — 24 березня 2005, Шенберг) — німецький офіцер-підводник, оберлейтенант-цур-зее крігсмаріне. Кавалер Німецького хреста в золоті. 

## Біографія
1 січня 1934 року вступив на флот. В 1940 році пройшов курс підводника. З січня 1941 року служив на підводному човні U-18. В червні-липні 1941 року навчався в навігаційному училищі в Готенгафені. З 23 серпня 1941 року — старший штурман і 2-й вахтовий офіцер на U-155. 16 червня 1943 року поранений. З 24 жовтня 1943 по 31 травня 1944 року пройшов додаткові курси підводника і курс командира човна. З 11 січня по 5 травня 1945 року — командир U-2352. В травні був взятий в полон британськими військами.

## Звання
- Рекрут (1 січня 1934)
- Оберматрос (1 січня 1936)
- Штабсматрос (1 січня 1936)
- Боцмансмат (1 жовтня 1937)
- Оберштурман (1 січня 1941)
- Лейтенант-цур-зее (1 січня 1944)
- Оберлейтенант-цур-зее (1 січня 1945)

## Нагороди
- Медаль «За вислугу років у Вермахті» 4-го класу (4 роки)
- Залізний хрест
  - 2-го класу (28 березня 1942)
  - 1-го класу (31 грудня 1942)
- Нагрудний знак підводника (15 червня 1942)
- Нагрудний знак «За поранення» в сріблі (червень 1943)
- Німецький хрест в золоті (19 липня 1943)